# Königshorst

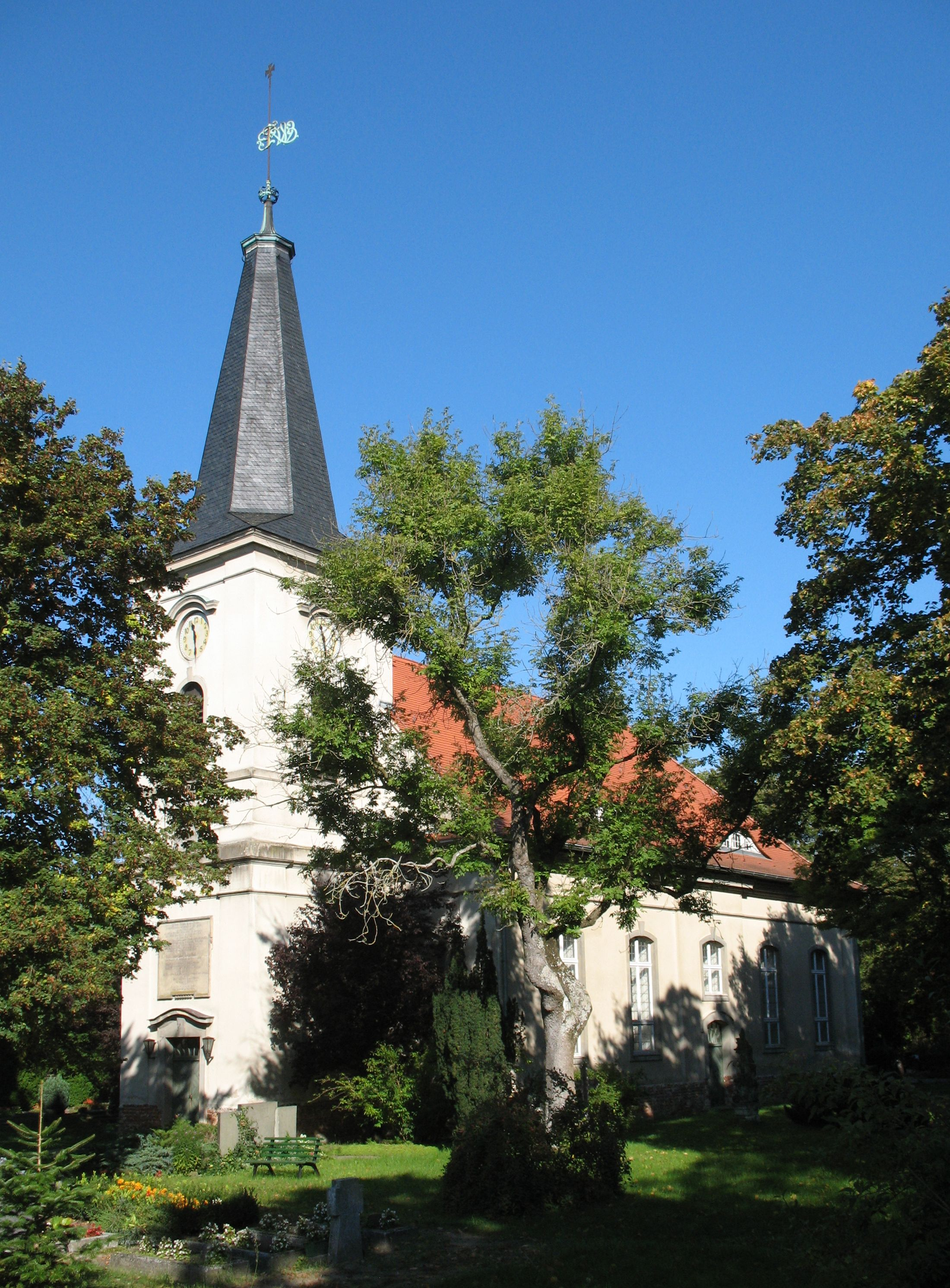
Kerk

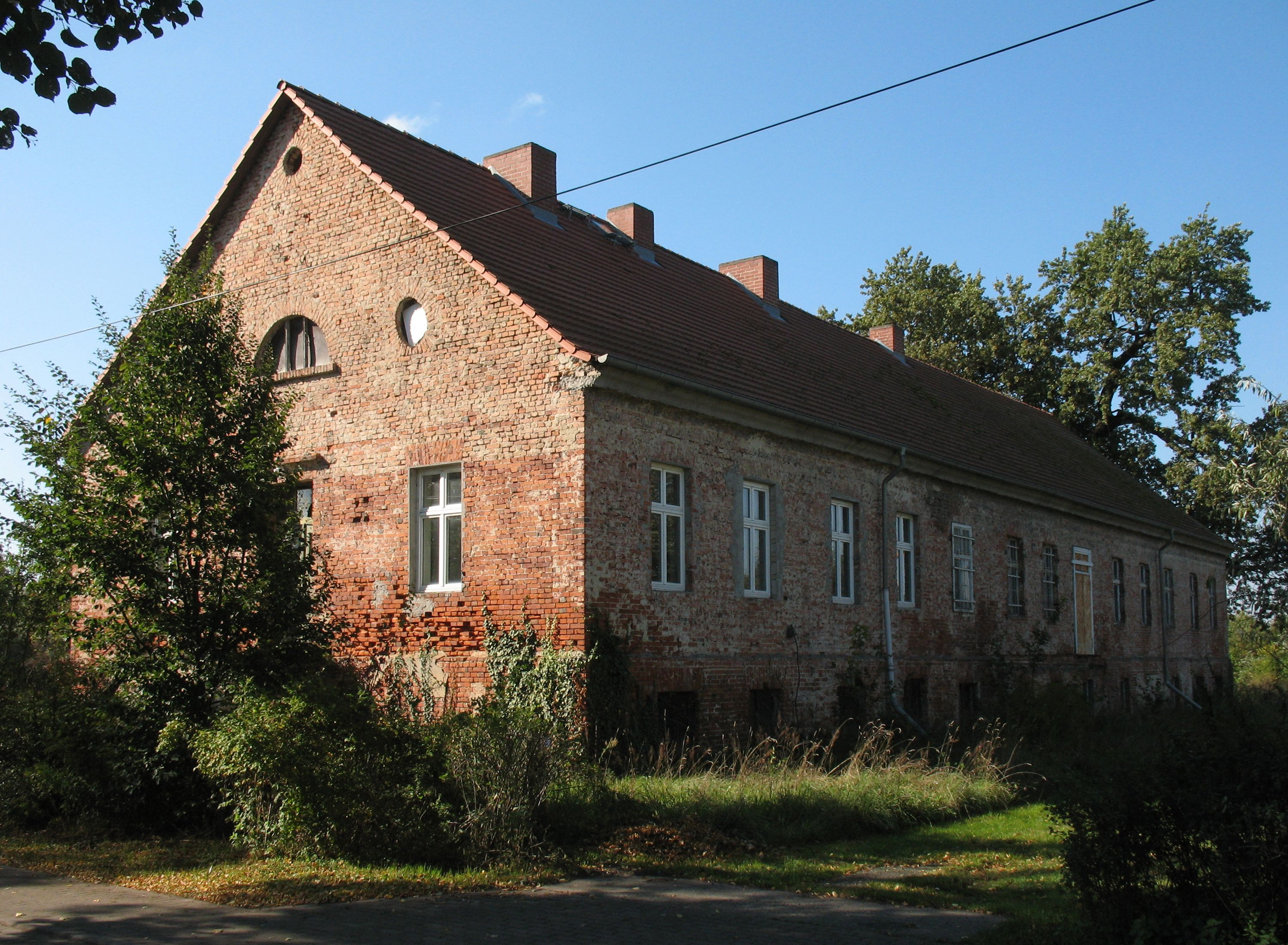
Herenhuis

Königshorst is een plaats in de Duitse gemeente Fehrbellin, deelstaat Brandenburg.